# Alfa Romeo Vola
L'Alfa Romeo Vola è una concept car realizzata dalla casa automobilistica italiana Alfa Romeo ed esposta al salone dell'automobile di Ginevra nel 2005. È stata disegnata da Leonardo Fioravanti.
La caratteristica più interessante è un tetto in vetro rotante. Esso non viene ripiegato all'interno della vettura ma viene ruotato all'indietro. La stessa idea è stata successivamente utilizzata con la Ferrari Superamerica del 2005, anch'essa progettata da Fioravanti.
Un altro elemento innovativo sono le luci posteriori e gli indicatori di direzione che nascono direttamente dall'elemento di rotazione del tetto.

## Specifiche tecniche
- Motore: 3.0 V6, 2 valvole per cilindro
- Cilindrata: 2959 cc
- Potenza: 192 CV
- Cambio: 5 marce manuale